# Club Esportiu Campos
El Club Esportiu Campos és un club de futbol del poble mallorquí de Campos.

## Història
El futbol es va iniciar a Campos l'any 1924. Va començar amb dos equips, l'equip de Primera regional i l'equip infantil, que van desaparèixer en 1927. L'equip infantil estava format per onze campaners i un santanyiner que competien amb 14 i 15 anys. L'equip de Primera va agafar el testimoni del conjunt futbolístic més antic de Campos.
El club va ser fundat l'any 1968 i juga al camp de futbol que hi ha al Camp Municipal d'Esports de Campos, on hi ha també piscines, una pista d'atletisme (al voltant del camp de futbol), un pavelló (un s'hi pot jugar a bàsquet, futbol sala...), etc. El camp no és gaire gran i no té cadires, sinó que les grades són totes de ciment (amb una part coberta), i només n'hi ha un costat del camp, al mateix costat on hi ha l'entrada als vestidors i el marcador, que no és digital.
La temporada 2016-17 fou la seva darrera temporada a Tercera Divisió.